# Aleksandr Sguridi
Aleksandr Sguridi (russisk: Алекса́ндр Миха́йлович Згури́ди) (født 10. februar 1904 i Saratov i det Russiske Kejserrige, død 16. december 1998 i Moskva i Rusland) var en sovjetisk filminstruktør og manuskriptforfatter.

## Filmografi
- Ulvehunden (Белый Клык, 1946)[1][2]
- Fortælling om skovgiganten (Повесть о лесном великане, 1954)
- Rikki-Tikki-Tavi (Рикки-Тикки-Тави, 1975)